# Simulium knidirii
Simulium knidirii är en tvåvingeart som beskrevs av Giudicelli och Thiery 1985. Simulium knidirii ingår i släktet Simulium och familjen knott.
Artens utbredningsområde är Marocko. Inga underarter finns listade i Catalogue of Life.